# (16669) Rionuevo
(16669) Rionuevo (1993 XK3) – planetoida z pasa głównego asteroid okrążająca Słońce w ciągu 2,69 lat w średniej odległości 1,93 j.a. Odkryta 8 grudnia 1993 roku.